# Аморин, Патрисия
Патри́сия Фи́ллер Амо́рин (также фамилию часто ошибочно переводят как Аморим) (порт.-браз. Patrícia Filler Amorim) (13 февраля 1969, Рио-де-Жанейро) — бразильская пловчиха, в настоящий момент спортивный менеджер. С декабря 2009 по 2012 год — президент самого популярного футбольного/спортивного клуба Бразилии «Фламенго».

## Спортивная карьера
Когда Патрисии было 3 года, врач рекомендовал её матери (Таня Аморин), чтобы та отдала старшую дочь, Паулу, в секцию по плаванию. Патрисия также увлеклась этим видом спорта и девочек отдали в детскую школу «Ботафого». Всего через 2 года Патрисия, в сопровождении инструктора, могла плыть целую милю вдоль залива Гуанабара. В 1978 году Аморин стала заниматься в школе «Фламенго».
Патрисия отставала от сверстников в росте, но, по словам её друзей, всегда приходила в бассейн самой первой, а уходила последней. На национальном уровне Патрисия стала 28-кратной чемпионкой Бразилии по плаванию и побила множество внутренних рекордов. Патрисия установила 29 рекордов Южной Америки, а в 1988 году прервала серию из 16 лет отсутствия бразильянок в индивидуальных соревнованиях по плаванию на Олимпийских играх.
В 1987 году на Панамериканских играх в Индианаполисе Патрисия заняла 4-е место в эстафете 4×100 метров и на дистанции 200 метров свободным стилем. В следующем году Патрисия выступила на Олимпийских играх в Сеуле. В составе сборной Бразилии заняла 11-е место в эстафете 4×100 метров (бразильянки заняли 6-е место во втором предварительном заплыве с результатом 3:56,29 и не вышли в финал). Патрисия также выступала на дистанциях 200, 400 и 800 метров вольным стилем, но ни разу не сумела преодолеть первый раунд.
В 1991 году Патрисия завершила спортивную карьеру и стала инструктором по плаванию в спортивном центре «Фламенго» Гавеа.

## Спортивный функционер и политик
По окончании карьеры Патрисия работала на различных должностях в структуре клуба «Фламенго» — преподавателем, директором, вице-президентом по Олимпийским видам спорта. В декабре 2009 года была избрана президентом клуба, став первой женщиной-президентом «Фламенго» за более чем 110-летнюю историю. При ней в команду удалось привлечь таких звёзд бразильского футбола, как Роналдиньо, Вагнер Лав и Тиаго Невес.
В 2012 году из «Фламенго» со скандалом в «Атлетико Минейро» ушёл один из лучших игроков клуба Роналдиньо. Команда неудачно выступила в первенстве Бразилии и международных турнирах. В августе того же года в команде возник скандал, связанный с внезапно возникшим дефицитом в бюджете клуба на сумму 7 миллионов реалов. В декабре 2012 года Патрисия Аморин покинула пост президента «Фламенго». Новым президентом стал Эдуардо Бандейра де Мелло.
Патрисия Аморин — член Бразильской социал-демократической партии. Она избиралась от этой партии в Городской Совет Рио-де-Жанейро под лозунгом защиты интересов спорта в 2000 году. Переизбиралась в 2004 и 2008 годах.
У Патрисии есть сын Витор.

## Достижения «Фламенго» во время президентства Аморин
- Лига Кариока (1): 2011